# Orłowa Góra
Orłowa Góra – część wsi Dobrowoda położona w województwie świętokrzyskim w powiecie buskim w gminie Busko-Zdrój.
W latach 1975–1998 miejscowość administracyjnie należała do województwa kieleckiego.